# Acidkids
Acidkids er en Elektro-duo fra Tyskland.
| Musikgruppe | Spire Denne artikel om en tysk musikgruppe er en spire som bør udbygges. Du er velkommen til at hjælpe Wikipedia ved at udvide den. |